# Anton Gaaei
Anton Gaaei, né le 19 novembre 2002 à Viborg au Danemark, est un footballeur danois qui évolue au poste d'arrière droit à l'Ajax Amsterdam.

## Biographie

### En club
Né à Viborg au Danemark, Anton Gaaei commence le football au Bruunshåb/Tapdrup IF puis à l'Overlund GF avant d'être formé par le Viborg FF. Le 6 décembre 2021, il signe un premier contrat avec l'équipe première.
Le 1er avril 2022, Gaaei joue son premier match en Superligaen, l'élite du football danois, contre SønderjyskE. Il entre en jeu et son équipe s'impose par deux buts à un ce jour-là.
Intégré définitivement à l'équipe première à l'été 2022, Gaaei s'impose comme un titulaire au poste d'arrière droit du Viborg FF lors de la saison 2022-2023, étant l'une des révélations de la saison. Ses prestations lui valent notamment des comparaisons avec l'international danois Joakim Mæhle. Gaaei marque son premier but en professionnel le 6 avril 2023, à l'occasion des quarts de finale de la coupe du Danemark face au Aalborg BK. Titulaire ce jour-là, il donne la victoire à son équipe sur un service de Jeppe Grønning en marquant le seul but de la partie. Cela ne suffit toutefois pas à son équipe, qui est éliminée en ayant perdu le match aller sur un score plus important,.
Le 17 août 2023, Anton Gaaei rejoint les Pays-Bas afin de s'engager en faveur de l'Ajax Amsterdam. Il signe un contrat courant jusqu'en juin 2028,. Il arrive notamment pour remplacer le mexicain Jorge Sánchez.
Il joue son premier match pour l'Ajax le 3 septembre 2023, lors d'une rencontre de championnat face au Fortuna Sittard. Il entre en jeu à la place de Devyne Rensch et les deux équipes se neutralisent (0-0 score final),.

### En sélection
Anton Gaaei joue son premier match avec l'équipe du Danemark espoirs le 17 novembre 2022, face à la Suède. Il entre en jeu lors de cette rencontre où les deux équipes se neutralisent (2-2).
En novembre 2024, Anton Gaaei est convoqué pour la première fois avec l'équipe nationale du Danemark par le sélectionneur Brian Riemer, en raison de plusieurs absences sur blessures et notamment celle d'Alexander Bah à son poste. Gaaei ne joue toutefois aucun match lors de ce rassemblement.

## Statistiques
Ce tableau résume les statistiques en carrière de Anton Gaaei.

### En club
| Saison                | Club                  | Championnat           | Championnat | Championnat | Coupe(s) nationale(s) | Coupe(s) nationale(s) | Compétition(s) continentale(s) | Compétition(s) continentale(s) | Compétition(s) continentale(s) | Playoffs | Playoffs | Total | Total |
| Saison                | Club                  | Division              | M.          | B.          | M.                    | B.                    | Comp.                          | M.                             | B.                             | M.       | B.       | M.    | B.    |
| 2021-2022             | Viborg FF             | Superliga             | 5           | 0           | 1                     | 0                     | -                              | -                              | -                              | 1        | 0        | 7     | 0     |
| 2022-2023             | Viborg FF             | Superliga             | 27          | 0           | 4                     | 1                     | C4                             | 5                              | 0                              | 1        | 0        | 37    | 1     |
| 2023-2024             | Viborg FF             | Superliga             | 4           | 0           | -                     | -                     | -                              | -                              | -                              | -        | -        | 4     | 0     |
| Sous-total            | Sous-total            | Sous-total            | 36          | 0           | 5                     | 1                     | -                              | 5                              | 0                              | 2        | 0        | 48    | 1     |
| 2023-2024             | Ajax Amsterdam        | Eredivisie            | 25          | 1           | 1                     | 0                     | C3+C4                          | 5+3                            | 0+0                            | -        | -        | 34    | 1     |
| 2024-2025             | Ajax Amsterdam        | Eredivisie            | 18          | 1           | 1                     | 0                     | C3                             | 12                             | 0                              | -        | -        | 31    | 1     |
| Sous-total            | Sous-total            | Sous-total            | 43          | 2           | 2                     | 0                     | -                              | 20                             | 0                              | -        | -        | 65    | 2     |
| Total sur la carrière | Total sur la carrière | Total sur la carrière | 79          | 2           | 7                     | 1                     | -                              | 25                             | 0                              | 2        | 0        | 113   | 3     |